# 競馬インパクト
『競馬インパクト』（けいばインパクト）は、ラジオNIKKEIの第1・2放送等で、毎週土曜日16時45分～17時に放送されていた、地方競馬情報番組（日曜日同時刻再放送）。
本項では、後継番組の『地方競馬プラスワン』（ちほうけいばプラスワン）についても記述する。

## 概要
同局の『競馬実況web・全国競馬ダイアリー』を基に、番組開始時は中央競馬の主に関東地区で行われる重賞競走を中心としたレース展望と、録音実況で構成されていたが、夕方の放送になってからは地方競馬の情報に特化した内容で放送されている。パーソナリティは2015年9月までは同局アナウンサーの木和田篤、10月以後は小塚歩、山本直が隔週ローテーション、2016年4月-2021年1月は小塚が毎週担当。2021年2月からは小屋敷彰吾が出演。
開始当初は毎週日曜日9時30分からの放送で、日曜日のレース展望や、過去の名レース実況などで構成していた。2002年より『中央競馬実況中継』が9時30分開始に繰り上がったため、現行の夕方枠に移動した。
2004年度までは、日没が早い11月～1月に中央競馬の発走時間が繰り上がるため、16時30分～16時45分の放送だった。また2004年度の中央競馬の薄暮競走開催中は日曜日のみの放送で、17時30分～17時45分に放送していた。
2005年まで『競馬クリック』名だったが、同局の関連iモードサイト（旧称『たんぱ馬劇場』）と名称統一した『競馬インパクト』に2006年1月より改題され、土曜日放送分のみ同局公式サイト『ラジオNIKKEIモバイル』より、iアプリを使用した聴取も可能となった（一部のFOMA対応電話で聴取可能、有料）。
2021年4月から、船橋競馬場の競馬開催が直近にある場合は、土曜日は従来の地方競馬の1週間の話題を取り上げ、日曜日は特別版として「ハートビートナイター・船橋競馬インフォメーション」として、直近の船橋競馬で行われる重賞競走についての展望を小屋敷が紹介する内容を送る
　
2022年3月26日で終了。同年4月2日の同時刻より放送を開始した『地方競馬プラスワン』が後継番組となる。

## 地方競馬プラスワン
2022年4月2日より放送開始。内容は『競馬インパクト』末期をほぼ踏襲しており、地方競馬の1週間のトピックス、1週間に開催された重賞レースの結果（JpnIなどの一部重賞レースではラジオNIKKEIアナウンサーによる録音実況がある）、騎手や調教師の節目の勝利などを伝える。
パーソナリティは大関隼と三浦拓実の持ち回り。なお、三浦は2022年6月に関西支社に異動となったが、異動後もパーソナリティは継続しているため、三浦が担当する回は関西支社（テレビ大阪本社）での制作・収録となっている。